# Cuéllar
Cuéllar é um município da Espanha na província de Segóvia, comunidade autónoma de Castela e Leão, de área 217,02 km² com população de 9513 habitantes (2007) e densidade populacional de 43,75 hab/km².

## Demografia
| Variação demográfica do município entre 1991 e 2004 | Variação demográfica do município entre 1991 e 2004 | Variação demográfica do município entre 1991 e 2004 | Variação demográfica do município entre 1991 e 2004 |
| --------------------------------------------------- | --------------------------------------------------- | --------------------------------------------------- | --------------------------------------------------- |
| 1991                                                | 1996                                                | 2001                                                | 2004                                                |
| 9097                                                | 9118                                                | 9230                                                | 9495                                                |

## Património
- Castelo de Cuéllar, amálgama de estilos arquitectónicos, dos séculos XIII ao XVIII, em que predominam o gótico e o renascentista.[3]